# Alexej Grigorjevič Razumovský
Hrabě Alexej Grigorjevič Razumovskij (rusky Алексей Григорьевич Разумовский, 17./28. března 1709, ves Lemeši / Kozelecká oblast – 7./18. července 1771, Petrohrad) byl ruský šlechtic z rodu Razumovských. Stal se favoritem a zřejmě také manželem carevny Alžběty Petrovny, proto byl nazýván "nočním imperátorem". Zastával několik vysokých dvorských úřadů a získal hodnost polního maršála carské armády.

## Život

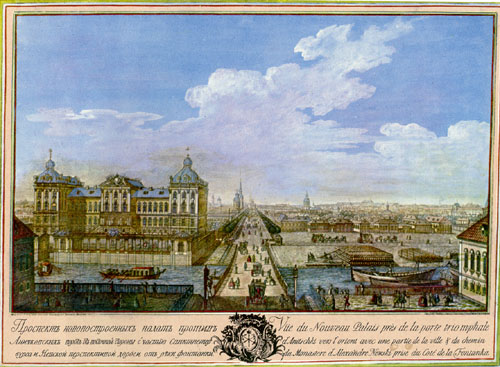
Aničkův palác v Petrohradu byl jedním z darů carevny Alžběty svému "nočnímu imperátorovi".

Narodil se jako syn kozáka Grigorije Jakovleviče Rozuma (1685–1730) a jeho manželky Natálie Děmjanovny Děmeškové (1692–1762).
Jeho bratr Kirill Grigorjevič Razumovskij byl posledním atamanem Záporožských kozáků.

### U carského dvora
Alexej byl povahou veselý, dobromyslný a prostý člověk. Nejprve získal místo zpěváka v carské dvorní kapele v Petrohradě. Svým krásným hlasem podpořeným atraktivním zevnějškem vzbudil zájem tehdejší velkokněžny, budoucí carevny Alžběty, natolik, že se stal jejím milencem.
Pozdější carevna Kateřina II. si zapsala, že Alexej byj jedním z nejkrásnějších mužů, se kterými jsem se kdy v životě setkala a jeho krása neušla pozornosti Alžběty. Poté, co Alexej brzy přišel o hlas, Alžběta ho nechala převést k banduristům.
Již ve 30. letech 18. století se Razumovskij stal Alžbětiným favoritem a po jejím nástupu na trůn v prosinci 1741 nejprve získal místo správce jejích statků a později byl jmenován jejím komorníkem a nejvyšším lovčím. V té době byl jeho pobočníkem velký ruský spisovatel Alexandr Petrovič Sumarokov (1717–1777).
Existují zprávy o tom, že někteří významní šlechtici se na něj obraceli s různými žádostmi a on zjevně úspěšně využil svého vlivu na Alžbětu.
16. května 1744 se Alžbětě podařilo přesvědčit císaře Karla VII., aby Razumovského povýšil do říšského hraběcího stavu a následně ho 26. července 1744 mu sama udělila ruský hraběcí titul. A indicie naznačují, že se za něj v roce 1748 v kostele ve vesnice Perovo nedaleko Moskvy tajně provdala.
Dne 15. září 1756 byl Razumovský povýšen do hodnosti polního maršála.
Carevna jej zahrnula velkým bohatstvím, v politice však nikdy nehrál významnou roli.

### Po palácovém převratu
Po smrti Alžběty a po palácovém převratu Kateřiny II., kdy odstavila svého manžela Petra III. a sama se ujala trůnu, Razumovský vědom si svého slabého postavení, rezignoval na všechny úřady a Kateřině se nestavil na odpor. Přísahal nové panovnici věrnost a při její korunovaci dokonce nesl korunu. Carevna mu oplácela osobní úctou a jednala s ním spíše jako se členem rodiny, než jako s poddaným.

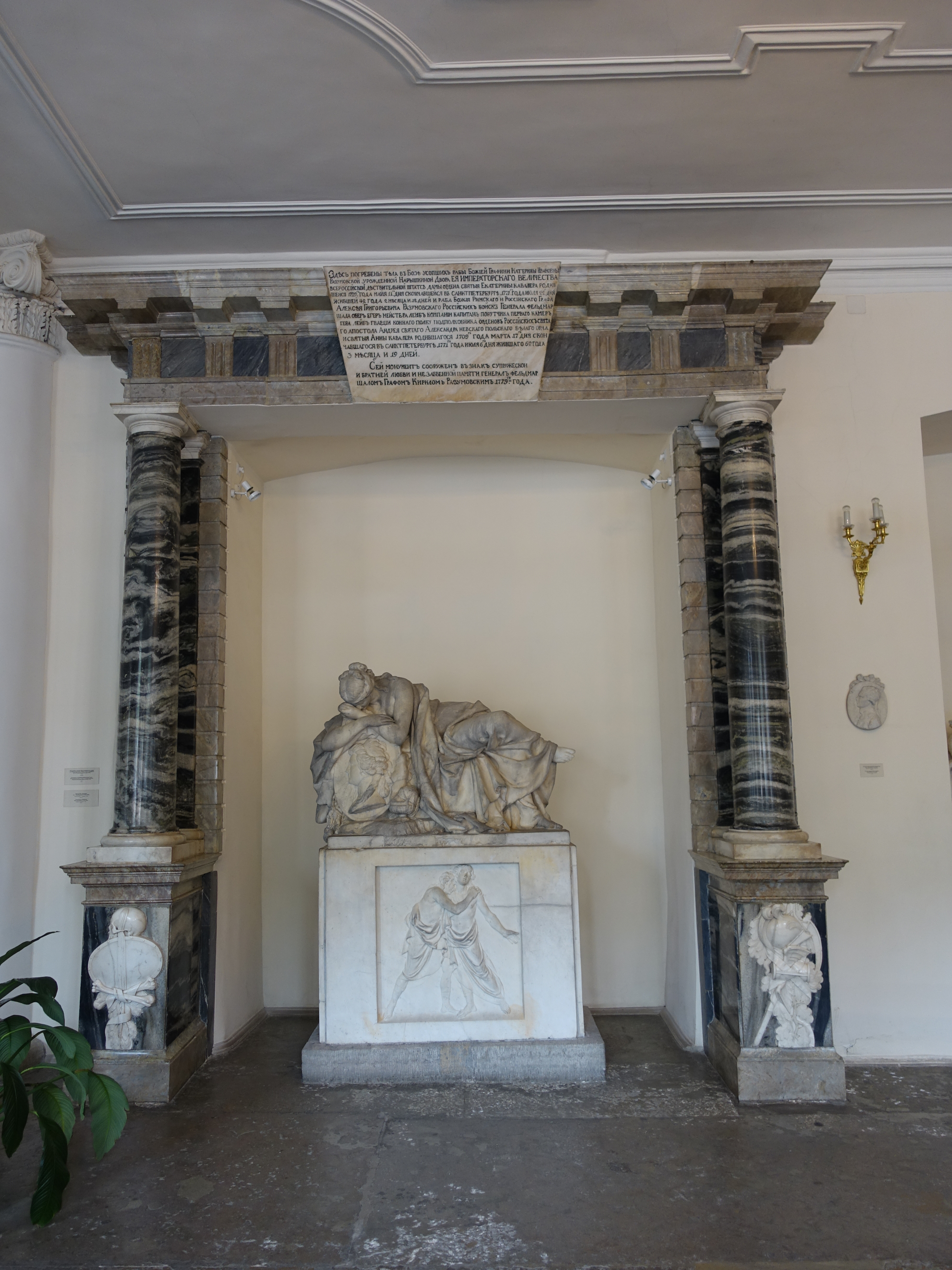
Náhrobek Alexeje Razumovského a jeho snachy Jekatěriny v pohřební kapli Zvěstování Alexandro-Něvské lávry od neznámého autora z roku 1779.

Hrabě Alexej Grigorjevič Razumovskij zemřel jako řadový občan v Petrohradě 7./18. července 1771. Falešná uchazečka o ruský trůn, Jelizaveta Alexejevna Tarakanovová, tvrdila, že je dcerou Razumovského a carevny Alžběty.

## Vyznamenání
- Řád svatého Alexandra Něvského
- Řád bílé orlice
- Řád svatého Ondřeje